# 電動ポンプサイクル

電動ポンプサイクルの概略図。酸化剤と燃料はポンプに供給され、昇圧されて燃焼室に送られる。ポンプの動力はバッテリーからの電力であり、バッテリーの直流電圧をインバータで所要の交流に変換して供給する。燃料は熱交換器を通って燃焼室およびノズルを冷却したあと燃焼室に送り込まれて燃焼する。

電動ポンプサイクル（でんどうポンプサイクル、英: electric pump-fed cycle）は二液推進系ロケットエンジンの動作サイクルの1つである。燃料と酸化剤をそれぞれ専用の電動ポンプで0.2 - 0.3MPaから10 - 20MPaに昇圧して燃焼室に送り込むものである。ポンプを駆動する電動機は電池の直流電圧をインバータで交流電圧に変換して駆動する。一般的にはインバータとブラシレスDCモーターを組み合わせて用いる。この場合、駆動波形は正弦波に限らず双方向に電流が流れる波形が用いられる。

## 用途
電動ポンプサイクルを採用した液体燃料ロケットエンジンには、以下のものがある。
- ラザフォード[2]

また、電動ポンプサイクルエンジンを使用するロケットには、以下のものがある。
- エレクトロン[2]